# Johan van den Boogert
Johan van den Boogert (Zaandam, 23 november 1913 – Amsterdam, 9 mei 1988) was een Nederlands pianist en conservatoriumdirecteur.
Hij was zoon van Euphemia Tambach en rijksambtenaar Johan van den Boogert. Hijzelf was vanaf 1938 getrouwd met Adriana Jeanne Warners. Dochter Georgine van den Boogert was enige tijd pianiste en richtte een stichting op ter begeleiding en ondersteunen van muzikale talenten.
Zijn eerste muzieklessen kwamen op zevenjarige leeftijd van zijn vader. Toen die hem voldoende had bijgebracht kreeg hij als pianoleraar Cor Kee. Deze opleiding die drie jaar duurde stelde hem in de gelegenheid zich aan te melden voor het Conservatorium van Amsterdam, na een tussenjaar op de muziekschool. Hij kreeg er les van Willem Andriessen. In 1931 was hij daar nog druk aan het studeren bij onder andere Ulfert Schults. In dat jaar moest hij proefspelen in Den Haag voor het verkrijgen van een studiebeurs. Al gedurende die studie zat hij op podia, zoals in 1933 met de Zaandamse Orkest Vereniging in een pianoconcert van Wolfgang Amadeus Mozart. In 1936 haalde hij zijn solistendiploma onder toeziend oog van Emile Bosquet uit Brussel, Johan Wagenaar van het Haags Conservatorium en Sem Dresden van het Amsterdams conservatorium. Ook ontving hij dat jaar een Ehrenpreis tijdens een pianistenconcours in Wenen.
Na enige jaren van optredens werd hij in 1943 benoemd tot leraar piano en methodiek aan het Amsterdams Conservatorium, ook hier ging een periode aan de bijbehorende muziekschool aan vooraf. Vanaf 1947 was hij er hoofdleraar piano. Ondertussen bleef hij optreden en zat hij in examencommissies. In april 1957 volgde zijn benoeming tot adjunct-directeur van het Amsterdams Conservatorium. In dat jaar leverde hij leerlingen Thomas Bollen en Johan Jansonius af voor de Vriendenkrans. In december 1957 werd bekend dat hij directeur zou worden van het Conservatorium van Utrecht; hij volgde Kees van Baaren op. Zijn benoeming was landelijk nieuws. In de beginperiode bleef hij concerten geven.
Hij zag in pianist Rian de Waal een groot talent, nam hem aan op het conservatorium van Utrecht; zijn lerares werd Edith Lateiner.
Van den Boogert was ook enige tijd voorzitter van Stichting Gaudeamus. Andere posities die hij bekleedde waren lid van de Raad voor de Kunst, voorzitter van de Koninklijke Nederlandse Toonkunstenaars Vereniging, voorzitter van de subcommissie muziek van het Belgisch-Nederlands Cultureel Verdrag. Voorts was hij organist bij de Nederlandse Protestantenbond in Hilversum, ook daar trad hij in de voetsporen van een bekend musicus: Anthon van der Horst.
Hij overleed op 74-jarige leeftijd. Hij was volgens de rouwadvertentie officier in de Orde van Oranje-Nassau en erelid van de Association Européene des Conservatoires.
- MusicBrainz: a5f23e19-40a9-4a6e-adc4-83a17bd44a79
- Nationale Bibliotheek van Israël: 987007416679805171
- Virtual International Authority File: 15156989011761002731